# Pasilian
Pasilian is een bestuurslaag in het regentschap Tangerang van de provincie Banten, Indonesië. Pasilian telt 6139 inwoners (volkstelling 2010).